# アイソステア
古典的アイソステア（isostere、アイソスティア）は、よく似た形状としばしば電子特性を持つ分子あるいはイオンである。多くの定義が存在するが、この用語は大抵は生物活性および医薬品開発の文脈において使用される。アイソステアを含むような生物活性化合物は生物学的等価体（bioisostere、バイオアイソステア）と呼ばれる。バイオアイソステアは医薬品設計において頻繁に使用される。バイオアイソステアは体によって認識および受容されるが、体内での機能はその親化合物のものと比較して変わっている。

## 歴史と追加の定義
非古典的アイソステアは上記の分類に従わないが、in vivoで同様の生物学的影響を生む。非古典的アイソステアは同様の原子から成るが、それらの構造は簡単に定義できる規則には従わない。
アイソステアの概念はアーヴィング・ラングミュアによって1919年に定式化され、後にGrimmによって修正された。ハンス・エルレンマイヤーは1932年にこの概念を生物系へと拡張した。古典的アイソステアは同一の電子の外殻を持つ原子、イオン、および分子であると定義される。この定義は現在は同様の生物活性を持つことができる化合物を生む基を含むように広げられている。その証拠に、ベンゼン、チオフェン、フラン、さらにはピリジンといった構造群は、多くの物理的・化学的特性が類似していることがわかっている。